# محافظة قشتالة الجديدة
محافظة قشتالة الجديدة (بالإسبانية: Gobernación de Nueva Castilla) كان حاكمية المنطقة تدار من فرانثيسكو بيثارو في 1528 بواسطة الملك كارلوس الأول، ملك أسبانيا، والذي عيَّنه حاكمًا لها.
تألفت المنطقة تقريبا من بيرو الحديثة وكانت بعد تأسيس ليما في 1535 مقسمة. كان غزو إمبراطورية الإنكا في 1531-1533، الذي قام به بيثارو وإخوانه، الأساس للحدود الإقليمية لقشتالة الجديدة.

## المحافظات في منطقة بيرو
بعد التقسيم الإقليمي لأمريكا الجنوبية بين إسبانيا والبرتغال، تم تقسيم الإدارة الاستعمارية البيروفية إلى أربعة كيانات:
- محافظة قشتالة الجديدة، وتتألف تقريبًا من الحدود الإكوادورية الكولومبية في الشمال إلى كوسكو في الجنوب.
- محافظة توليدو الجديدة، التي تشكل النصف الجنوبي السابق من إمبراطورية الإنكا، وتمتد نحو وسط تشيلي.
- محافظة الأندلس الجديدة، التي لم يتم احتلالها رسميًا من قبل إسبانيا إلا بعد عقود.
- محافظة ليون الجديدة، أقصى جنوب القارة.

وضع هذا التقسيم الإقليمي الأساس للإدارة الاستعمارية لأمريكا الجنوبية لعدة عقود. تم حله رسميًا في عام 1544، عندما أرسل الملك  كارلوس الأول مبعوثه الشخصي، بلاسكو نونيث فيلا، لحكم الوصاية التي تأسست حديثًا في بيرو والتي حلت محل المحافظات.